# Yu Aida
Yu Aida (相田 裕, Aida Yū,  (8 november 1977)) is een Japans manga-artiest en tekenaar die bekend werd door de mangaserie Gunslinger Girl. Aida heeft ook het scenario geschreven voor het tweede seizoen van de Gunslinger Girl-anime Gunslinger Girl - Il Teatrino, een album uitgebracht met een verzameling tekeningen en een aantal personage-ontwerpen, gemaakt voor de eroge visuele roman Bittersweet Fools.
Aida maakte zijn/haar debuut in het tijdschrift Comic Megafreak met de korte verhaalmanga "FLOWERS".
Er wordt gespeculeerd over het geslacht van Aida. Een reden dat Aida een man zou kunnen zijn is bijvoorbeeld de grote aandacht die hij/zij besteedt aan het weergeven van de details van vuurwapens.

## Werken
- Gunslinger Girl (auteur, mei 2002 - heden, Dengeki Daioh)
- Bittersweet Fools (karakterontwerpen)
- Gunslinger Girl - Il Teatrino (Scenario)
- FLOWERS (auteur, 2001, Comic Megafreak)